# Flysjön, Gästrikland
Flysjön är en sjö i Sandvikens kommun i Gästrikland och ingår i Gavleåns huvudavrinningsområde. Sjön är 0,6 meter djup, har en yta på 0,016 kvadratkilometer och är belägen 135 meter över havet.